# Chris Willis
Christopher "Chris" Willis, född 26 februari 1969 i Dayton i Ohio, är en amerikansk musikartist som började sin karriär som vokalist och körsångare inom gospel, fortsatte till R&B och har blivit känd inom genren House genom sitt samarbete med den franske producenten och musikern David Guetta. Chris Willis första solosingel i genren house lanserades i oktober 2010: Louder (Put Your Hands Up). Hans debutalbum Chris Willis (1996) nominerades till bästa R&B album vid Nashville Music Awards samma år. Han skrev själv och tillsammans med andra, åtta av skivans elva låtar.  Som soloartist har Chris Willis även givit ut singeln He's Mine (2004) och My Freedom (2006).

## Karriär
I sin tidiga karriär medverkade Chris Willis 1993 på det pop-klassiska albumet Handel's Messiah – A Soulful Celebration. Han sjöng en modern version av Every Valley Shall Be Exalted. I sitt första jobb efter högskolan turnerade han med en grupp som på två år sjöng i flera hundra kyrkor. Under mitten av 1990-talet var han bakgrundsvokalist i bandet Twila Paris. År 1996 inledde han Mark Lowrys turnéuppträdanden. Han var också en av huvudsångarna i musikalen Emmanuel som turnerade i USA och skapades av producenten Norman Miller i Nashville. Chris Willis har medverkat som kompositör, producent och vokalist på gruppen Ultra Natés album Grime, Silk & Thunder (2007); som sångare på kompilationsalbum i serien Various Artists mellan 1996 och 2010; som vokalist på dc Talks låt Free at Last (1992), Mark Knopflers Sailing to Philadelphia (2000) och Clay Aikens Measure of a Man (2003).
Chris Willis har även komponerat sånger åt Stevi Marie, Steve Angello, Joachim Garrraud, Sebastian Ingrosso, Kelli Williams, Soundz of Praize, Jacky Jayet och The Egg. 
Chris Willis är även krediterad som vokalist och sångare på hundratals sånger med olika artister under åren 1992-2010.

### Samarbete med David Guetta
Chris Willis är känd för sitt samarbete med musikartisten, diskjockeyn och producenten David Guetta och har kallats dennes "röst" då han ofta är vokalist på Guettas låtar samt musiken de skapar tillsammans. Samarbetet inleddes år 1998 då Willis arbetade med ett franskt musikband i Paris som introducerade honom till Guetta under en middag. Dagen efter arbetade de tillsammans i studion och skrev hitlåten Just a Little More Love. På albumet med samma namn sjunger Willis de flesta låtarna och har även samskrivit dessa med Guetta. De samarbetar även med andra världsartister. Sedan början av 2000-talet har Guetta och Willis skapat låtar som har hamnat på hitlistor i flera länder, bland andra låtarna Love Don't Let Me Go, Love Is Gone och Everytime We Touch.
År 2009 turnerade Chris Willis med David Guetta i Europa med albumet One Love och uppträdde även solo. Albumet One Love har två låtar skapade av Willis tillsammans med Guetta; Sound of Letting Go och Gettin' Over, samt storsäljaren Gettin' Over You i samarbete med Fergie och LMFAO.
Chris Willis och  David Guettas tidigare samarbete inkluderar tre låtar på albumet Just a Little More Love (2001-2002): titellåten med samma namn, Love Don't Let Me Go och People Come, People Go, Albumet listades i flera europeiska länder och som bäst fyra i Frankrike (SNEP). På albumet Guetta Blaster (2004) skapade Willis och Guetta Money och Stay; Willis medverkade också i The World is Mine och In Love With My Self. Även detta album listades som bäst fyra (SNEP) - i Guettas hemland Frankrike. År 2006 gjorde Chris Willis Love Don't Let Me Go (Walking Away) för David Guetta och The Egg. Året därefter skapade han hitlåten Love is Gone som nådde första plats på listor i USA och som bäst nionde plats i Sverige. Chris Willis verkar på samma album, Pop Life (2007-2009) som kompositör, producent och vokalist och gör tillsammans med David Guetta och Toscadisco (Robert Brömer) 
låten Tomorrow Can Wait och låten Every Time We Touch med svenskarna Steve Angello och Sebastian Ingrosso.

## Diskografi
Singlar:
| År   | Singel                                                                        | Högsta position | Högsta position | Högsta position | Högsta position | Högsta position | Högsta position | Högsta position | Högsta position | Högsta position | Högsta position | Album                            |
| År   | Singel                                                                        | U.S.            | U.S.            | UK              | FR              | ITA             | BEL             | SWI             | NL              | AUS             | SWE             | Album                            |
| År   | Singel                                                                        | U.S. Pop 100    | U.S. Dance      | UK              | FR              | ITA             | BEL             | SWI             | NL              | AUS             | SWE             | Album                            |
| ---- | ----------------------------------------------------------------------------- | --------------- | --------------- | --------------- | --------------- | --------------- | --------------- | --------------- | --------------- | --------------- | --------------- | -------------------------------- |
| 2001 | "Just a Little More Love" (med David Guetta)                                  | —               | —               | 19              | 29              | —               | —               | 59              | 38              | —               | —               | Just a Little More Love          |
| 2002 | "Love Don't Let Me Go" (med David Guetta)                                     | —               | —               | 46              | 4               | —               | —               | 13              | 19              | —               | —               | Just a Little More Love          |
| 2002 | "People Come, People Go" (med David Guetta)                                   | —               | —               | —               | 42              | —               | —               | 54              | —               | —               | —               | Just a Little More Love          |
| 2004 | "Money" (med David Guetta & Mone)                                             | —               | —               | —               | 63              | —               | —               | 52              | —               | —               | —               | Guetta Blaster                   |
| 2004 | "Stay" (med David Guetta)                                                     | —               | —               | —               | 18              | —               | —               | 82              | —               | —               | —               | Guetta Blaster                   |
| 2006 | "Love Don't Let Me Go (Walking Away)" (med David Guetta vs The Egg)           | —               | 3               | 3               | 11              | 9               | 42              | 19              | 43              | 32              | 25              | Fuck Me I'm Famous International |
| 2007 | "Love Is Gone" (featuring David Guetta)                                       | 46              | 1               | 9               | 3               | 32              | 9               | 11              | 14              | —               | 9               | Pop Life                         |
| 2008 | "Tomorrow Can Wait" (med David Guetta vs Tocadisco)                           | —               | 21              | —               | 8               | —               | —               | 44              | 21              | —               | —               | Pop Life                         |
| 2009 | "Everytime We Touch" (med David Guetta, Steve Angello och Sebastian Ingrosso) | —               | —               | 68              | —               | —               | —               | —               | 19              | —               | —               | Pop Life                         |
| 2009 | "Gettin' Over" (med David Guetta)                                             | —               | —               | 41              | —               | —               | —               | —               | —               | —               | —               | One Love                         |
| 2009 | "Sound of Letting Go" (med David Guetta & Tocadisco)                          | —               | —               | —               | —               | —               | —               | —               | —               | —               | —               | One Love                         |
| 2010 | "Gettin' Over You" (med David Guetta, Fergie & LMFAO)                         | 40              | 1               | 1               | —               | —               | 15              | 14              | 47              | 5               | 28              | One Love                         |
| 2010 | "Louder"                                                                      |                 |                 |                 | —               | —               |                 |                 |                 |                 |                 |                                  |